# Walckenaeria auranticeps
Walckenaeria auranticeps là một loài nhện trong họ Linyphiidae.
Loài này thuộc chi Walckenaeria. Walckenaeria auranticeps được James Henry Emerton miêu tả năm 1882.